# 조슈 5인

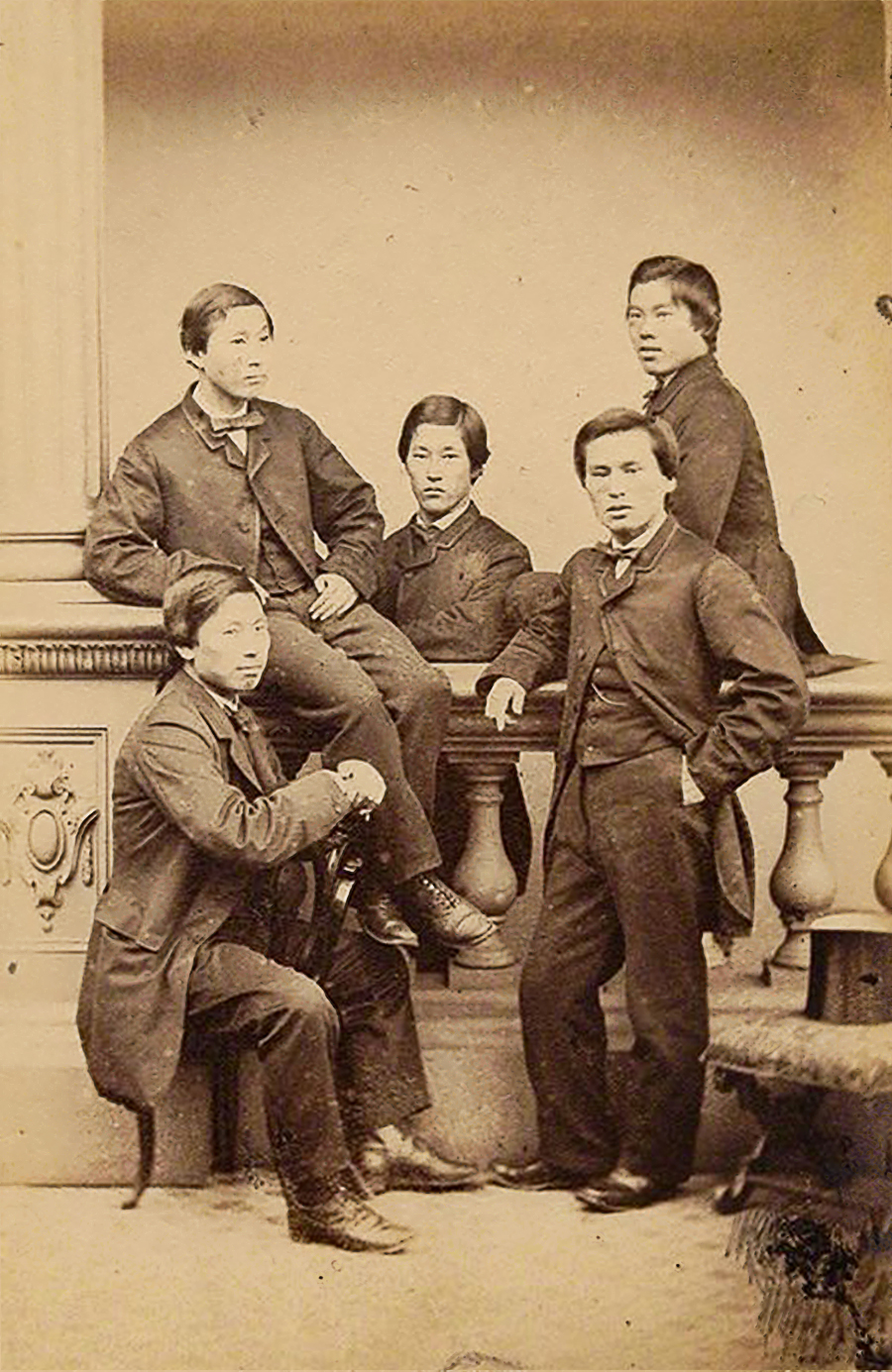
상단 좌측부터 엔도 긴스케, 이노우에 마사루, 이토 히로부미 앞줄 왼쪽부터 이노우에 가오루, 야마오 요조

조슈 5인(일본어: 長州五傑)은 조슈번(현재의 야마구치현)에서 1863년에 영국 유니버시티 칼리지 런던에 유학을 떠난 엔도 긴스케, 이노우에 마사루, 이토 히로부미, 이노우에 가오루, 야마오 요조 다섯 사람을 말한다. 그 당시 일본은 쇄국령으로 인하여 일본을 떠나 해외로 여행하는 것이 금지되어 있었다. 그들은 영국에서 알렉산더 윌리엄슨의 지도로 공부하였다. 이들 중 두명은 일본의 유력한 정치가가 되었는데, 이노우에 가오루와 이토 히로부미이다.

## 개요
주일 영국 영사였던 아벨 가워와 자딘 매터슨 회사(요코하마 영일번관)의 윌리엄 케직(창업자 윌리엄 자딘 누이의 아들) 등의 협력을 얻어 이루어졌다. 영국 유학 중에 쟈딘 매터슨 사의 창업자 제임스 매터슨의 조카 휴 매터슨(쟈딘 매터슨 상회 런던 사장)이 촉진제가 되었다. 이 5명은 런던 대학에서 ‘조슈 파이브’(Choshu Five)로 기념비가 세워져 있으며, 그 사실을 알게 된 서일본 국제교류 추진협회가 ‘지역에도 기념비를’ 운동을 벌인 결과, 2003년에 야마구치시에도 기념비가 세워졌다. 그 비문에서는 이노우에는 외교, 엔도는 조폐, 야마오는 공학, 이토 히로부미는 내각, 이노우에 마사루는 철도의 ‘아버지’라고 되어 있다.
2006년 이 5명의 여행 전후의 모습을 그린 영화 ‘조슈 파이브’가 제작되었다.

## 5명
- 이토 슌스케 (이후 이토 히로부미)
- 이노우에 몬타 (이후 이노우에 가오루)
- 야마오 요조
- 엔도 긴스케
- 노무라 야키치 (이후 이노우에 마사루)

## 출항
1863년 (분큐 3년) 6월 4일, 이노우에, 야마오, 노무라 3명은 영주로부터 서양행을 하라는 명령을 받는다. 6월 14일에는 서양행을 하기 위해 이노우에는 노무라와 함께 교토를 떠나 6월 21일에 에도에 도착했다.
6월 22일, 주일 영국 총영사 아벨 가워를 찾아 가서 서양행의 뜻을 말하고 주선을 의뢰한다. 가워로부터 뱃삯이 700달러(약 400량), 1년간의 체류비를 포함하면 약 1,000량은 필요하다는 말을 듣게 된다. 에도에 도착한 후 두 사람(이토와 엔도)이 합류하여 다섯 명의 비용 즉 5000량이 필요하게 되었다. 양행을 하는데 영주는 용돈으로 1인당 200량(이노우에, 이토, 야마오 3명에게 600량)을 주었지만, 당연히 부족했다. 그래서 아즈크라 상점 점장 사토 테이지로와 상담을 했다. 사토는 아주부 영주의 저택에서 총포 구입 자금으로 확보하고 있던 1만냥의 준비금이 있었으므로, “영주의 대표자가 보증한다면 5000량을 빌려 주겠다”라고 말했다. 영주 저택의 대리인이었던 무라타 조로크는 죽음으로 약속을 지키겠다고 반협박으로 승인을 받고 5000량을 확보할 수 있었다.

### 상하이로
6월 27일, 가워 총영사의 주선으로 자딘 매터슨 상회의 배(첼즈윅 호)를 타고 요코하마를 출항하여 상하이로 향한다. 이 때, 이노우에는 밀항의 죄가 양가에 미칠까 두려워 시지 가문(志道家)을 떠났다.
7월 2일 무렵, 상하이에 도착하여, 쟈딘 매터슨 회사의 상하이 지점의 지점장과 면회를 했다. 말이 통하지 않았지만, 지사장은 “너희들은 무엇을 위해 양행하는가?”라고 취지로 물었다. 그래서 “해군을 연구하여 한다”고 말하려고 ‘네이비’ 대신 잘못 ‘네비게이션’이라는 한마디를 내뱉은 사람이 있었다. 이 말을 지사장은 ‘항해 = 항해술’로 이해했다.
당시 상하이는 아시아 최대의 서구 문명의 중심지로 발전했다. 그들은 상하이의 번영과 100척 이상의 외국 군함과 기타 증기선을 목격하고 ‘양이’가 무모한 짓을 하면 일본은 곧 멸망하고 말 것이라고 판단하고 생각을 ‘개국’으로 바꾸어 갔다.

### 영국으로
상하이에서 이노우에와 이토는 약 300톤급 증기선 페가수스 호(Pegasus)로 출항했고, 다른 세 명은 10일 정도 후에 5,600톤급 화이트 아더 호(White Adder)를 타고 출항했다. 런던까지의 여정은 ‘항해술 습득’이라는 것으로 이해하고 있었으므로, 선원과 동격으로 취급하여 매우 고생을 했고, 일본인을 ‘쟈니스’라고 불리며 경멸당하고 있다고 느겼다. 화장실은 선체에서 튀어 나온 가로대 잡고 볼일을 보는 방식이었기 때문에 폭풍 때에는 몸을 밧줄로 묶어 위험으로부터 보호했다. 또한 이토는 설사로 받은 고통 때문에 “실로 그 고생은 필설로 다 할 수 없었다”고 말했다.
1863년 11월 4일, 그들은 런던에 도착했다.

## 이토, 이노우에의 귀국

### 원인
1864년 4월 겐지 원년 밀항자 5명은 일본에서 “포격을 받은 연합국이 막부에 항의를 했지만, 막부 대답은 더 화가 나게 했으며, 연합국은 조슈번에 중대한 결의를 하기에 이르렀다”는 보도에 놀라 이노우에와 이토는 즉시 귀국을 결심한다. (일설에는 사쓰에이 전쟁의 취재 기사였다고 하는 설도 있다.)

### 귀국
이노우에는 당시를 회상하며 “국가에 대한 걱정은 국내에 있을 때보다는 오히려 해외에 있을 때 더 절실하게 느껴졌다. 예를 들어 영주는 지금 얼마나 걱정하고 계실까? 동지 번사들은 어떻게 행동하고 있을까, 그들이 양이에게 전사한 것이 아닐까 또는 패전의 결과 토지를 할양하는 궁지에 빠진 것이 아닌가 등”이라 말하고 있다.
7월 13일, 무렵 두 사람은 요코하마에 도착했다.
이토와 함께 가워를 만나 급거 귀국한 설명을 했는데, 가워는 4개국이 시모노세키를 습격할 계획이 있음을 말했다. 두 명은 고국의 안위에 관한 대사건을 듣고, 영국 공사관 통역 어니스트 사토우를 통해 공사 러드퍼드 올콕을 만나 자신들이 조슈 번에 돌아가서 번의 여론을 바꾸고 싶다고 설명하고 정전 강화를 바랬다. 주일 공사는 “프랑스, 미국, 네덜란드 공사와 협의해야 확답을 줄 수 있기 때문에 며칠동안 거류지의 호텔에 숙박하고 기다리게. 그동안 조슈 사람과 몰래 일본어를 사용해서는 안되네”라고 말했다.
2명에 대해 호텔 종업원 등은 “이번 호텔에 온 포르투갈인의 생김새는 일본인을 닮았다. 인색해서 돈을 쓸 줄 모르더라. 두 놈의 풍모를 보면 포르투갈 사람들 중에서도 밑바닥의 가난한 놈일 거다” 등 일본어를 모를 것으로 생각하고 제멋대로 떠들고 있었다. 곧 영국 공사로부터 연락이 왔고, 다른 세 나라도 이해했기 때문에 번에 돌아가 최선을 다해 달라며 영주에게 보내는 공사의 편지를 건네주었다. 서한에 대한 답변은 도착 후 12일 후에 보내졌다.

### 세모노세키 전쟁
- 7월 21일, 영국 군함을 타고 분고국 히메까지 보내진다.
- 7월 27일, 야마구치에 도착하여 번의 사정을 묻자 “수백 척의 군함을 오더라도 사력을 다해 방어하겠다”는 번의 방침이 결정되었다는 것이었다.
- 7월 28일, 이노우에는 이토와 함께 번청에 출두하여 해외 정세를 설명하고, 양이가 무모한 것이며, 개국의 필요성을 호소한다. 이토는 양이론자를 경계하여, 하루야마 하나타스쿠(春山花輔)로 이름을 바꾼다.
- 7월 29일, 영주의 하문에 응하고, 이노우에는 이토와 함께 각각 해외 사정을 진언하다. 그러나 번의 분위기가 방침을 바꾸는 것은 어려웠다.
- 7월 30일, 이노우에와 이토가 희망하고 있었던 어전 회의가 열린다. 번의 중신들 앞에서 서양 사정을 이야기해도 이해시키지 못했고, 서양 문명을 설명을 했지만, “호들갑을 떨어도 정도가 있다”고 조롱받는다. 양이론자들이 생명을 위협할 정도로 의식의 차이로 인해 이노우에와 이토는 안타까움을 느낀다.
- 7월 31일, 영주의 입장에서 번사들의 양이 열기는 억제하기 어려운 상황에 이르렀다는 취지를 모리 노보루가 이노우에게 전한다. 이에 대해 이노우에는 “번 정부 요인들이 스오와 나가토 두 주가 초토화되어도 천황의 칙령을 받들어 양이를 수행할 것이라는 말은 아름다워 보이지만, 한 번의 패배로 번주 한 사람도 남지 않을 수도 있습니다. 그런 마지막 결심이 서 있습니까?”라는 말을 영주에게 전하도록 요청했다.
- 8월 3일, 이노우에는 번주로부터 영국 군함에 가서 정전을 위한 협상을 하도록 명령 받는다.
- 8월 6일, 이노우에는 이토와 함께 히메에 있는 영국 군함에 가서 공격유예를 담판지어려고 했지만, 이루어지지 않았다.
- 8월 22일, 이노우에는 번 이탈 혐의로 싸리나무집에 유폐 중인 다카스기 신사쿠를 방문한다.
- 9월 4일, 이노우에는 번으로부터 외국 군함과 교섭을 벌이도록 명령받고 9월 5일에 마에다 마고에몬의 조각배를 타고 함대로 향한다.
- 9월 8일, 이노우에 강화 사절 시시도 케이바(다카스기 신사쿠 가칭)를 따라 이토와 함께 강화 사절로서 영국 군함에 갔지만 실패한다. 번에서는 조슈 정벌군에 대해서도 응전해야 했으며, 부득이 이노우에와 다카스기 등에게 외국 함의 대응을 지시한 것이다.
- 9월 9일, 이노우에는 외국군에 의한 대포 분보에 입회했다.
- 9월 10일, 이노우에는 강화 사절 모리 노보누인을 따라 외국 선박에 갔다. 담판은 이뤄지지 못했다.
- 9월 14일, 이노우에는 강화 사절 시시도 케이바를 따라 외국 선박에 가서 강화 조약을 체결한다.

영국 해군 오거 레오폴드 쿠퍼 제독은 조슈 번의 발포에 대해 배상금을 요구했지만 “이것은 조정과 막부의 명령에 따른 것으로 우리 번의 사적인 뜻이 아니었다. 4개국 공사에서 막부에 청구하는 것이 당연하다”며 책임전가를 했다. 이것은 다카스기의 재치에 의한 것이었다. 한편 화의에 반대하던 양이론자들은 많은 야마구치에 머물며 산조 사네토미, 시조 다카우타, 히가시쿠제 미치토미 등의 공경들이 모리 사다히로에 대해 항의를 했으며, 번 정부 요인들은 곤란해 하며 “저것은 다카스기, 이노우에, 이토 등이 영주를 농락한 것” 등으로 핑계가 되었기 때문에 이노우에가 귀국한 이후 목숨을 위협받았던 것은 당연했던 시기였다.

## 잔류 3인
엔도, 노무라, 야마오는 사쓰마번에서 밀항한 유학생(사쓰마 파견 영국 사절단)들의 존재를 알고 교제를 하고 있었다. 엔도는 3년을 더 머물며 1866년 게이오 2년, 노무라와 야마오는 6년 정도를 더 머물다가 메이지 원년 1869년 1월 1일에 귀국했다.

## 같이 보기
- 영일 관계